# 2010 JH124
2010 JH124, também escrito como 2010 JH124, é um corpo celeste que é classificado como um damocloide. O mesmo possui uma magnitude absoluta de 20 e tem um diâmetro com cerca de 7 km.

## Descoberta
2010 JH124 foi descoberto no dia 12 de maio de 2010, pelo telescópio espacial da NASA Wide-field Infrared Survey Explorer (WISE).

## Órbita
A órbita de 2010 JH124 tem uma excentricidade de 0,962 e possui um semieixo maior de 68,572 UA. O seu periélio leva o mesmo a uma distância de 2,609 UA em relação ao Sol e seu afélio a 134,535 UA.